# Єжи Войнар

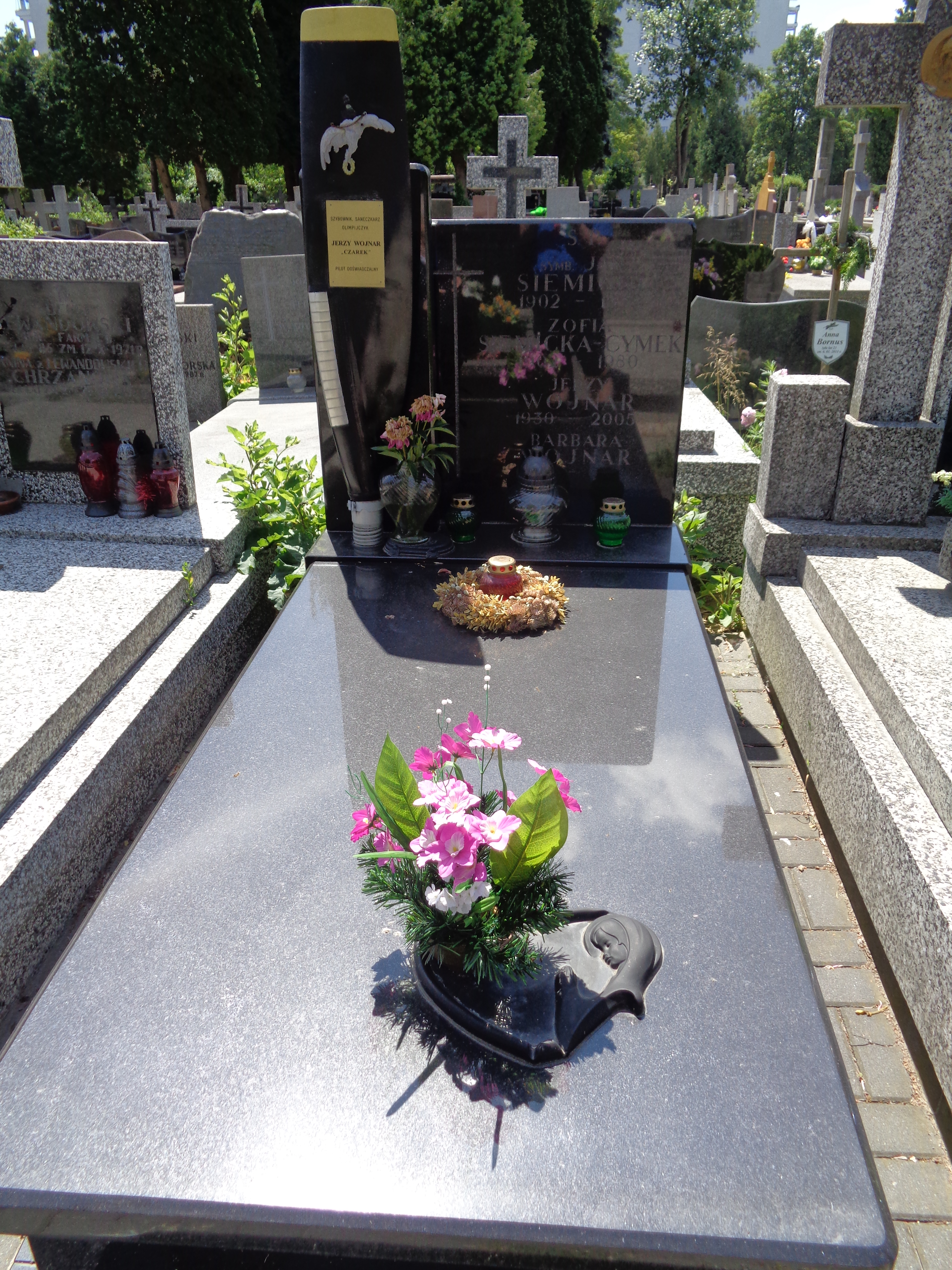
Могила Єжи Войнара на Новому цвинтарі на вулиці Валбжиській.

Є́жи Во́йнар (пол. Jerzy Wojnar; * 7 жовтня 1930, Львів — † 2 лютого 2005, Варшава) — польський пілот-планерист і саночник. Триразовий світовий рекордсмен у планеризмі, дворазовий чемпіон світу в санному спорті.

## Біографічні дані
Єжи Войнар народився в сім'ї львівського інженера-нафтовика Юзефа Войнара. Восени 1944 року переїхав з родиною до Кросна, а 1947-го — до Кракова, де в 1950 році закінчив середню школу. Вступив на факультет кераміки Гірничо-металургійної академії імені Станіслава Сташиця в Кракові, яку закінчив 1958 року. Був членом Спілки польської молоді.
У 1966—1968 роках працював в Підприємстві авіаційних послуг при Аероклубі Польської Народної Республіки як пілот сільськогосподарських літаків, У 1968—1969 роках — як заводський пілот на Державному авіаційному заводі, а з 1969 року  — як пілот-випробувач. 1976 року одержав сертифікат льотчика-випробувача першого класу і до 2002 року брав участь у випробуваннях усіх літаків, побудованих на цьому заводі.
Єжи Войнар представляв літаки заводу в численних авіаційних шоу (зокрема, в Паризькому авіасалоні) та в демонстраційних польотах.
У 1970—1971 роках він брав участь в агроавіаційних акціях в Єгипті та Судані, а 1988 року — в акції допомоги народу Ефіопії. У 1990-му Єжи Войнар став одним із засновників Клубу пілотів-експериментаторів. Він також працював екзаменатором у Державній екзаменаційній комісії з авіації.
Його родичем був Казімеж Скшипецький, також інженер і також саночник, який виступав за команду Великої Британії й загинув на тренуванні перед Зимовими олімпійськими іграми 1964 року.
Єжи Войнар помер 2 лютого 2005 року. Похований у Варшаві на Новому цвинтарі в Служеві.

## Авіація
Єжи Войнар почав опановувати планеризм 1946 року в Кросні. За два роки став пілотом-планеристом категорії С, а в 1949-му був нагороджений Срібною відзнакою планериста. Войнар переміг на VII i IX чемпіонатах Польщі з планеризму. 1953 року здобув Золоту відзнаку планериста з трьома діамантами. У 1954 і 1955 роках він поставив три світові рекорди у планеризмі.
Войнар дуже любив вищий планерний пілотаж, який опанував самотужки. Літав сміливо й досконало, часто виступав на змаганнях з такими пілотами, як Тадеуш Слівак та Ян Ґавенцький, викликаючи захоплення глядачів низькими польотами на спині на планері IS-4 Jastrząb.
1955 року в Китаї, куди запросили польських планеристів, Войнар почав літати на літаках, не маючи жодної підготовки в цьому фаху. Повернувшись до Польщі й кілька разів політавши з Єжи Попелем, він дістав офіційну ліцензію льотчика й далі набував досвіду та практики в цій галузі.
З 1968 року Войнар працював пілотом-випробувачем у PZL в Окенці. У 1969-му отримав ліцензію пілота-випробувача другого класу, а в 1976-му — першого. Проводив льотні випробування літаків PZL-101 Gawron, PZL-104 Wilga, PZL-106 Kruk, PZL-105 Flaming, PZL-110 Koliber і PZL-130 Orlik.
Вийшовши на пенсію, 2003 року Войнар випробував літак EM-11 Orka. Спеціалізувався на презентаціях та демонстраціях літаків. Войнар літав 58 років, майже до кінця життя. За свою кар'єру він налітав на планерах близько 2100 годин, а на літаках — близько 13 000 годин.

## Санний спорт
Як саночник, Войнар виступав за краківську «Ольшу» та закопанський клуб СНПТТ. Чемпіон першостей світу з санного спорту 1958 і 1961 років, віце-чемпіон у 1962-му. Двічі учасник Олімпійських ігор — 1964 року в Інсбруку (28-ме місце) й 1968 року в Греноблі — (8-ме місце). У 1968-му Войнар був прапороносцем збірної Польщі на Іграх у Греноблі.

## Вшанування пам'яті
- 2011 року іменем Єжи Войнара названо кільцеве перехрестя на перетині вулиць Лопушанської, Краківської алеї та Гинка у Варшаві[7].

## Нагороди
- Золотий Хрест Заслуги[1].